# Христо Спасов (футболист)
Христо Спасов (роден на 13 юни 1988 г. в село Дорково) е български футболист, централен нападател. Играч на Банско.
В кариерата си Спасов има над 150 гола в Трета аматьорска футболна лига.

## Кариера
Спасов започва професионалната си кариера в Нафтекс (Бургас). За два сезона записва 27 мача с 6 гола в Източната Б група.
Той е двукратен голмайстор на Югозападната В група. През сезон 2009/10 бележи 28 гола с екипа на Чепинец (Велинград), а през сезон 2010/11 вкарва 32 попадения за Локомотив (Септември). През есента на 2011 г. носи екипа на Хебър (Пазарджик) и бележи нови 15 гола в третия ешелон.
По време на зимната пауза на сезон 2011/12 е поканен на проби в Локомотив (Пловдив). След като оставя добри впечатления с изявите си, треньорът Емил Велев решава да го задържи.